# Le Maître de musique
Le Maître de musique is een Belgische film uit 1988, geregisseerd door Gérard Corbiau. De film werd genomineerd voor de Academy Award voor Beste Niet-Engelstalige film.

## Verhaal
Joachim Dallayrac (José van Dam) is een eigenzinnige operazanger op leeftijd die aankondigt dat hij zal stoppen met optreden. Hij trekt zich terug in een kasteel op het platteland, waar hij twee jonge zangtalenten onder zijn hoede neemt, Sophie en Jean. De zanglessen zijn streng en zwaar, maar toch bloeit er iets moois tussen de drie, zowel op muzikaal als op persoonlijk vlak. Dan worden Sophie en Jean uitgenodigd om deel te nemen aan een zangwedstrijd die georganiseerd wordt door prins Scotti (Patrick Bauchau). Scotti's beschermeling wil namelijk wraak nemen op Dallayrac, omdat hij jaren geleden een dergelijke wedstrijd van hem verloor... 

## Rolverdeling
| Acteur            | Personage         |
| ----------------- | ----------------- |
| José van Dam      | Joachim Dallayrac |
| Anne Roussel      | Sophie Maurier    |
| Philippe Volter   | Jean Nilson       |
| Sylvie Fennec     | Estelle Fischer   |
| Patrick Bauchau   | Prince Scotti     |
| Johan Leysen      | François Manssaux |
| Jean-Louis Sbille | criticus          |

## Muziek
In de film wordt gebruikgemaakt van klassieke stukken van onder andere Gustav Mahler, Mozart, Robert Schumann, Verdi, Puccini en Jacques Offenbach.

## Locaties
De film werd grotendeels opgenomen in en rond het kasteel van Chimay en het domein van Solvay te Terhulpen.